# Tháp Lôi Phong

Tháp Lôi Phong (tiếng Trung: 雷峰塔; bính âm: Léi Fēng Tǎ), Tháp Hoàng Phi (黄妃塔) hay còn được gọi là Lôi Phong Tịch Chiếu là một ngôi chùa năm tầng hình bát giác nằm ở bờ nam Tây Hồ, Hàng Châu, Trung Quốc. Được xây dựng năm 975, và bị sập năm 1924 nhưng được xây dựng lại vào năm 2002, kể từ đó nó đã là một điểm thu hút đông khách du lịch đến tham quan.

## Ngôi chùa gốc

### Xây dựng
Ngôi chùa ban đầu được xây dựng vào năm 976, thời Ngũ Đại Thập Quốc, theo lệnh của vua Tiền Thục (Tiền Hoằng Thúc) nước Ngô Việt. Được xây dựng để nhân dịp vợ của Tiền Thục là Tôn Thái Chân được nhà Tống truy thụy Hoàng phi. Được thiết kế theo hình bát giác, gồm năm tầng, được xây dựng bằng gạch và gỗ. Nền tháp được xây bằng gạch.

### Các sự cố

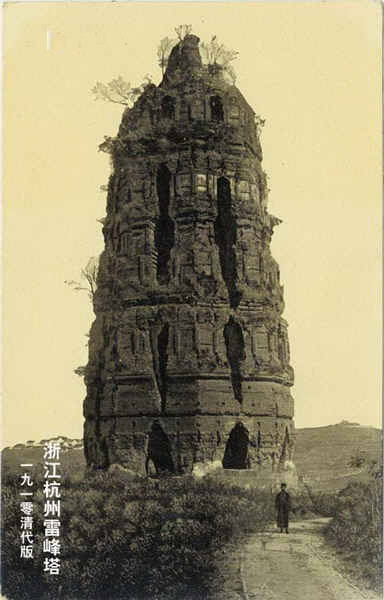
Chùa gốc năm 1910 trước khi sụp đổ năm 1924

Ngôi chùa cũng gánh nhiều tại nạn đáng buồn, những năm đầu thế kỷ 12, Phương Lạp dấy binh khởi nghĩa tấn công thành Hàng Châu. Trong khói lửa mịt mù, kết cấu gỗ của tháp Lôi Phong đã bị thiêu rụi hoàn toàn. 18 năm sau, Tống Cao Tông định đô tại Hàng Châu, phát triển đất nước cách phồn thịnh. Tháp Lôi Phong cũng được xây dựng lại.
Thời Minh Thế Tông nhà Minh, Hải tặc Nhật Bản (Oa khấu) tấn công Hàng Châu. Nghi ngờ trong chùa chứa vũ khí, họ phóng hỏa đốt trụi ngọn tháp, chỉ còn sót lại bộ xương được làm từ gạch, có thể thấy trên nhiều bức họa Tây Hồ thời Minh.
Chùa Lôi Phong là một trong mười địa điểm chính xuất hiện trong Bạch Xà truyện (白蛇傳).
Về sau, do mê tín dị đoan có người cho rằng những viên gạch trên tháp có thể đẩy lùi bệnh hoặc ngăn ngừa sẩy thai, do đó nhiều người đã lấy trộm gạch để giã thành bột. Vào chiều ngày 25 tháng 9 năm 1924, ngôi chùa đã sụp đổ do quá hư nát.
Có một lăng mộ được cho là nằm ngay dưới nền tháp, nhưng điều này đã gây nên tranh luận trong nhiều năm cho đến khi một radar đã được sử dụng để điều tra. Ngày 11 tháng 3 năm 2001, khu lăng mộ được khai quật và nhiều cổ vật được tìm thấy, đáng chú ý nhất là vàng và tóc mạ bạc của Đức Phật.

## Tái thiết

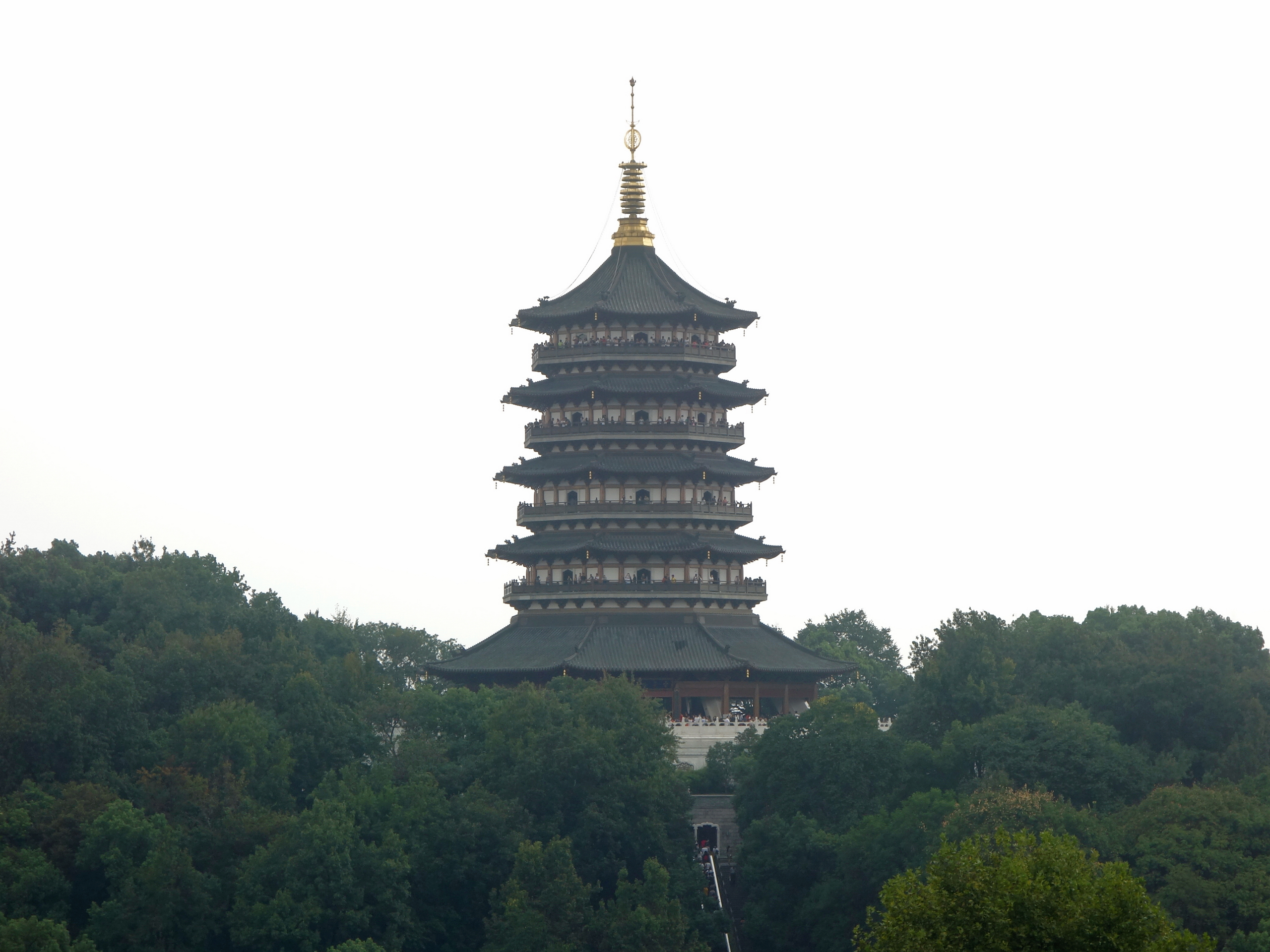
Tháp Lôi Phong mới

Tháng 10 năm 1999, chính quyền thành phố Hàng Châu đã quyết định xây dựng lại mới hoàn toàn trên nền tháp cũ được giữ lại như một bảo tàng. Ngôi chùa mới được khai trương ngày 25 tháng 10 năm 2002. Nó bao gồm một cấu trúc thép 1.400 tấn, các đồ vật được đúc bằng đồng lên tới 200 tấn. Có tất cả bốn thang máy tham quan, và các tiện ích hiện đại như: Máy lạnh, truyền hình và loa. Tại cổng vào chùa có hai thang cuốn tự động để đưa du khách tham quan chùa.
Những hiện vật cổ của chùa được lưu giữ trong tình trạng tốt cũng như các đồ tạo tác được phát hiện từ một căn hầm dưới lòng đất.

## Hình ảnh khác

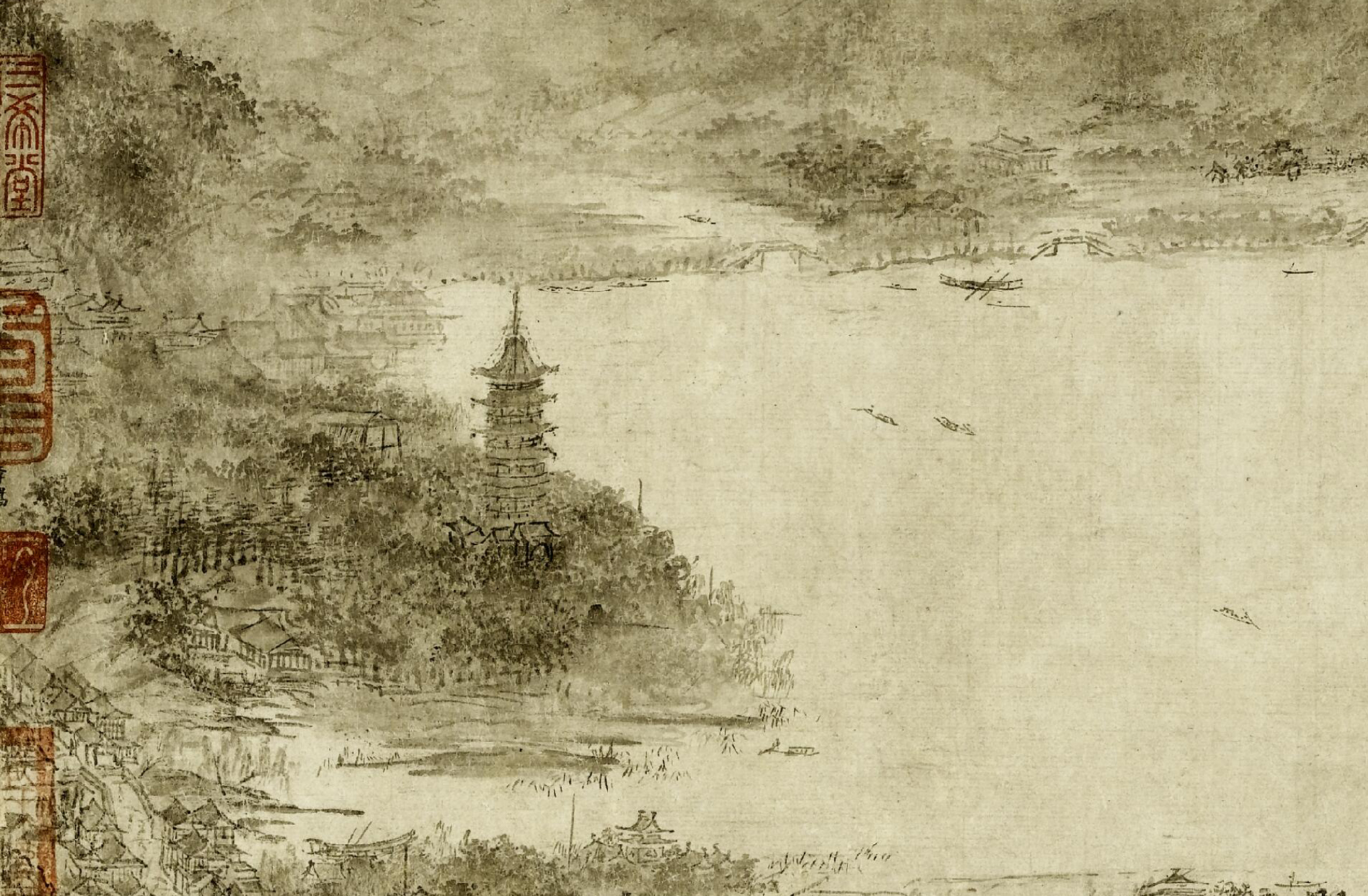
Chùa Lôi Phong vào thời Nam Tống, khoảng thế kỷ 13, vẽ bởi Li Song (1190−1264)
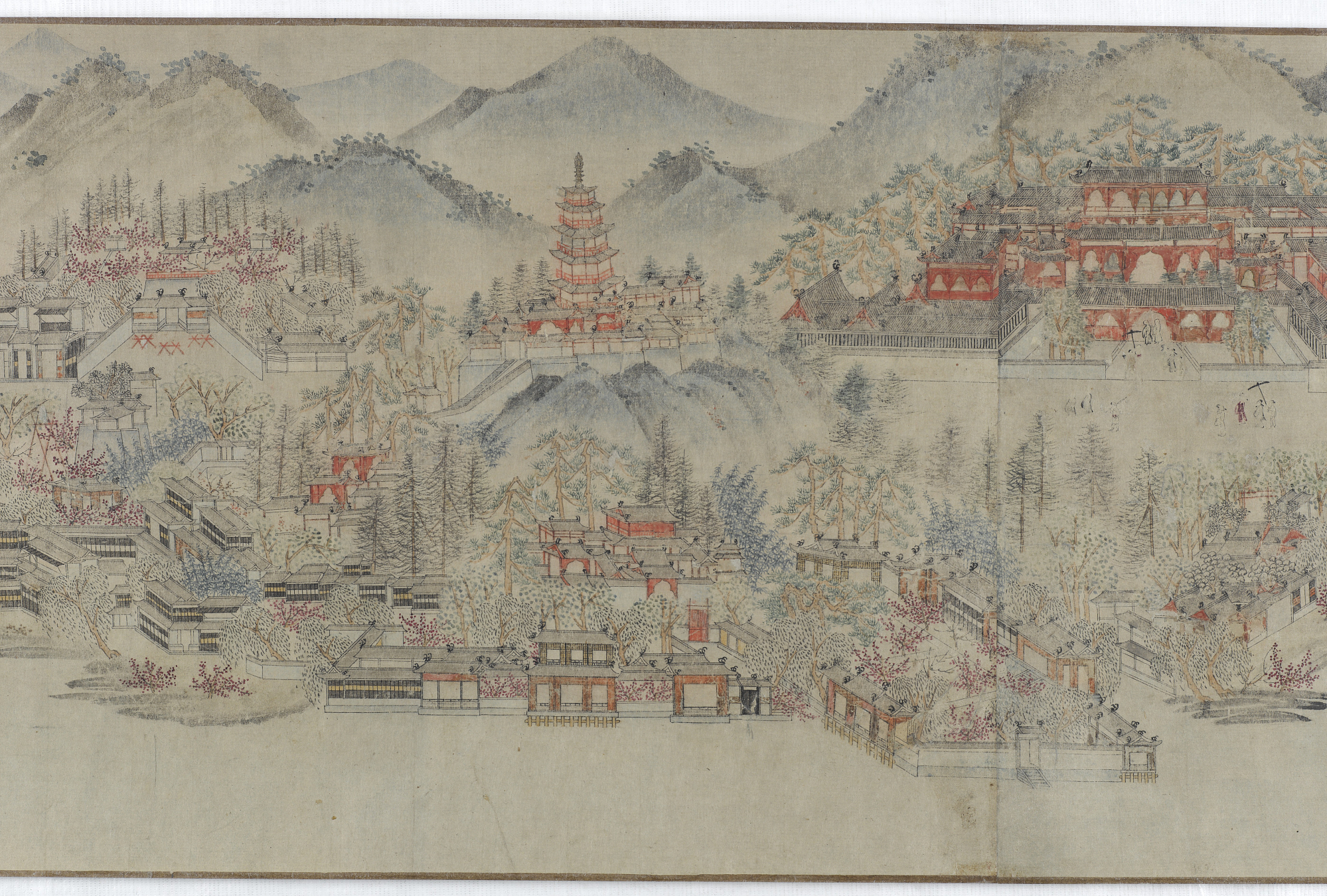
Tháp Lôi Phong trong toàn cảnh Tây Hồ
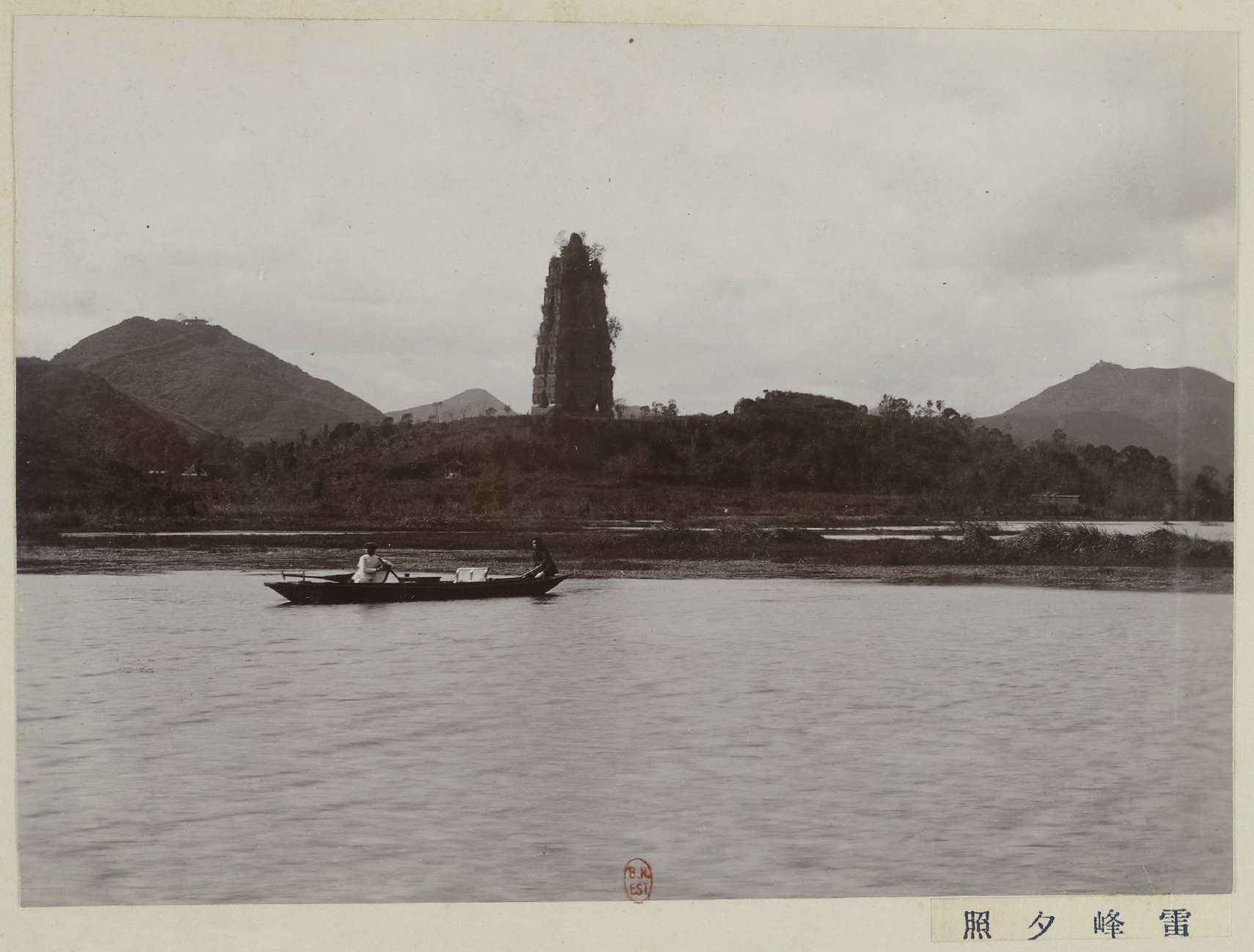
Tháp Lôi Phong lúc hoàng hôn, chụp bởi Erwoxuan Photo Studio, 1911.
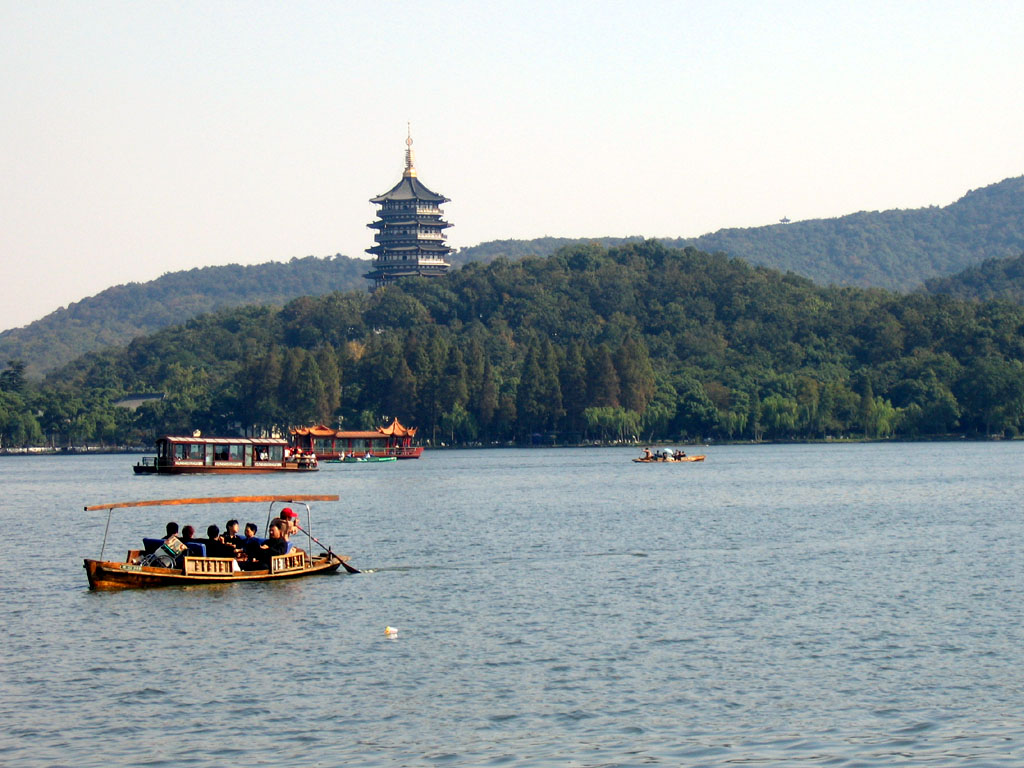
Tháp Lôi Phong bên bờ Tây Hồ
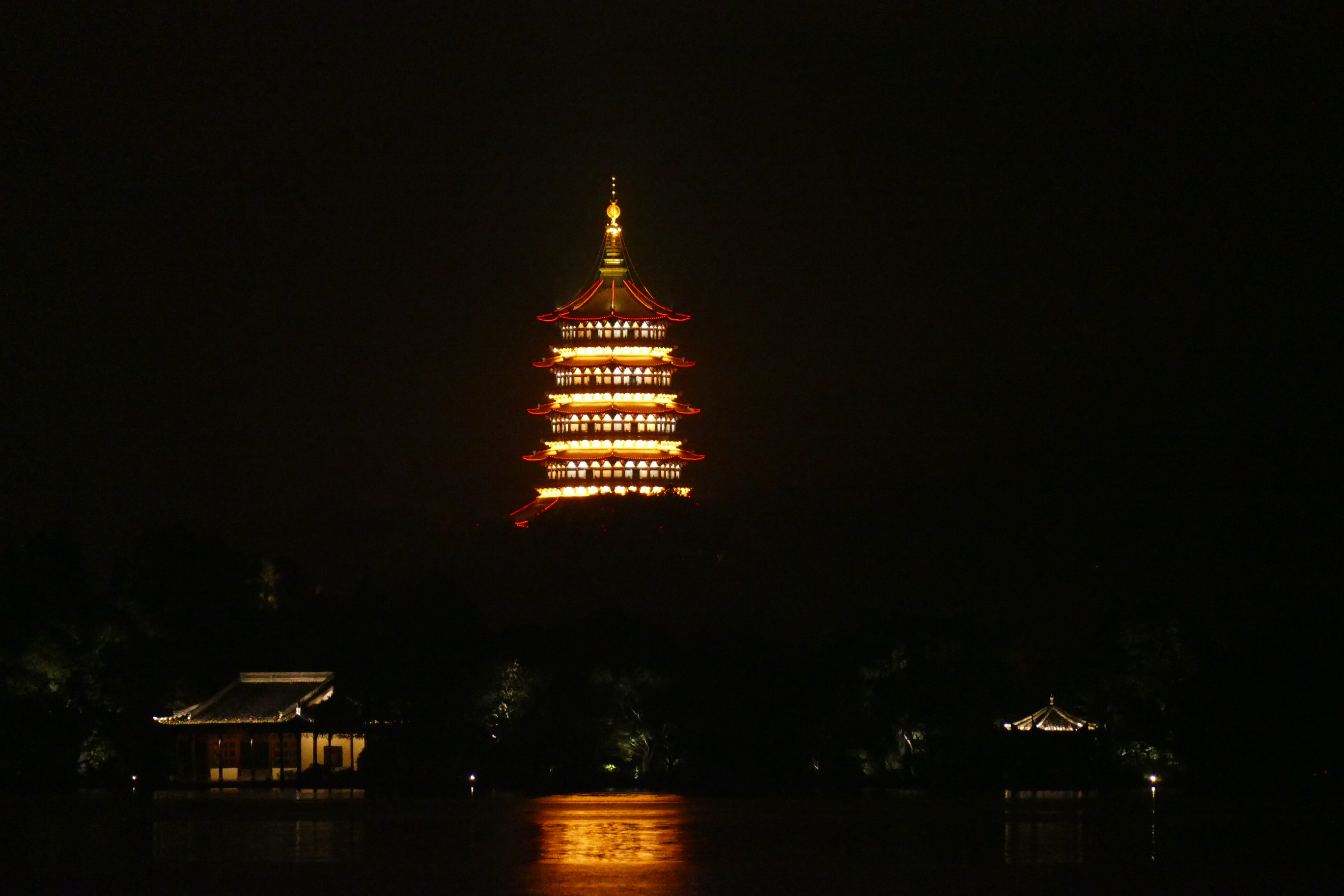
Tháp Lôi Phong vào ban đêm, tháng 11 năm 2014
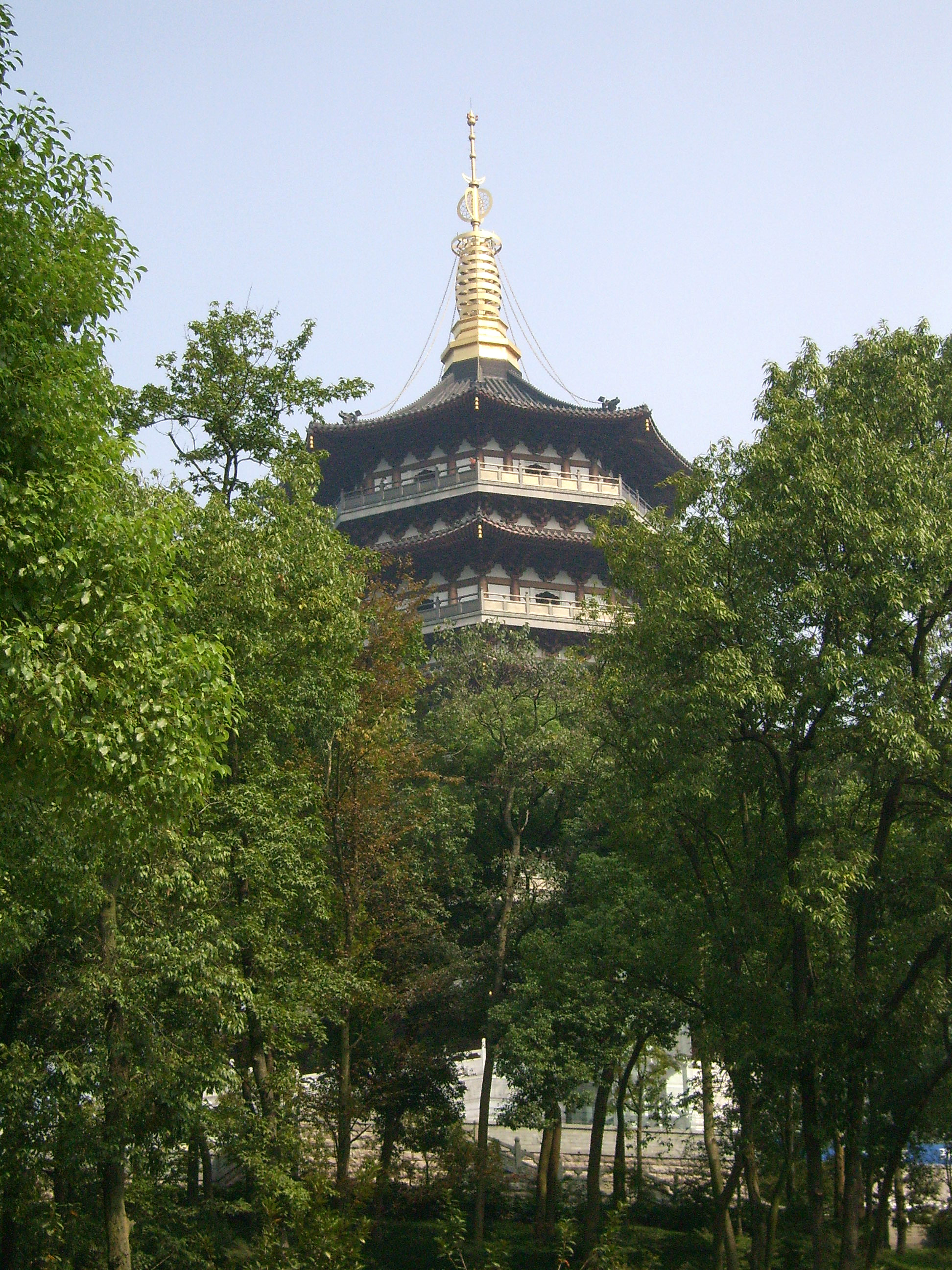
Một cận cảnh của Tháp Lôi Phong
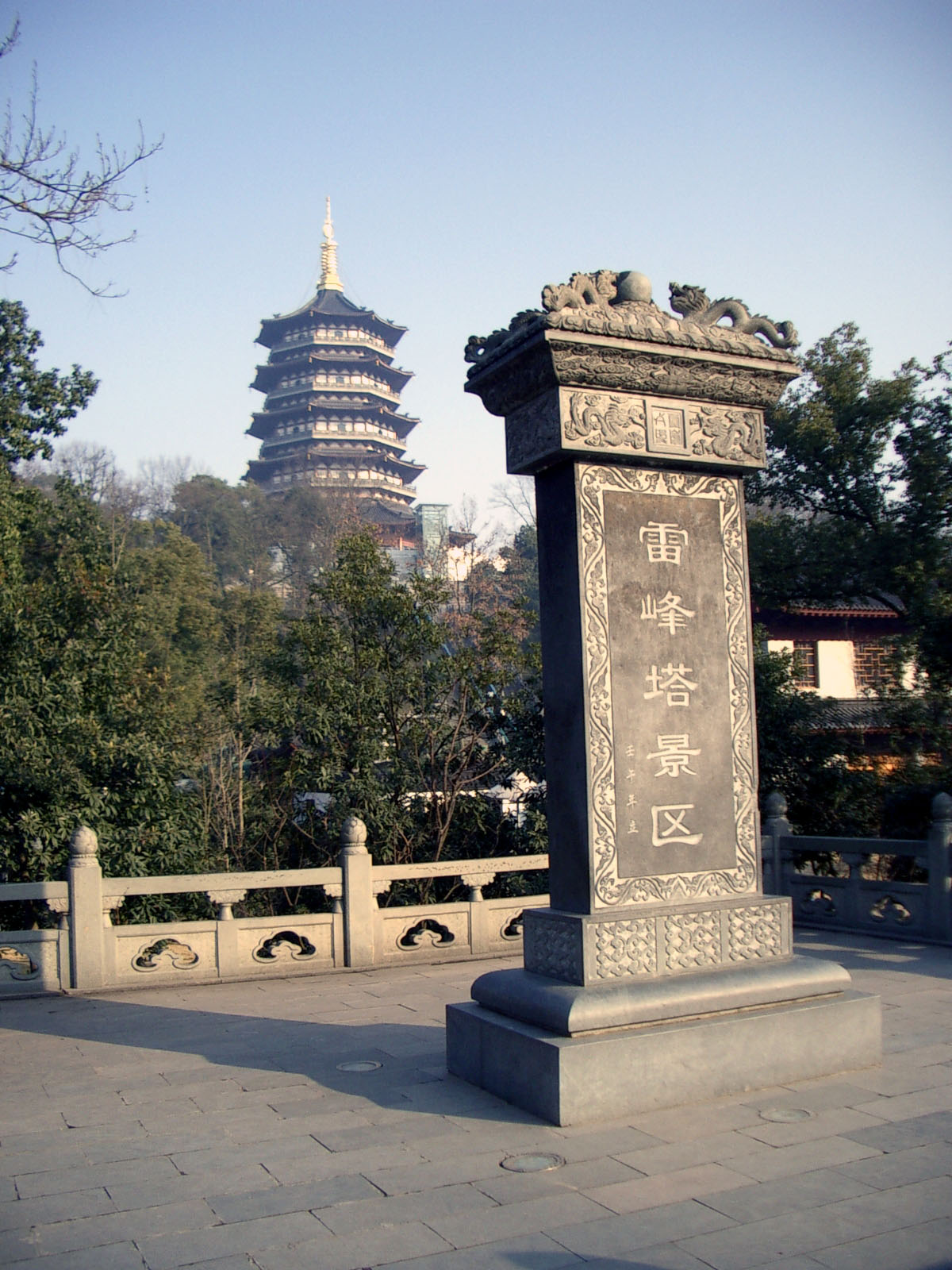
Trên đường vào tháp Lôi Phong
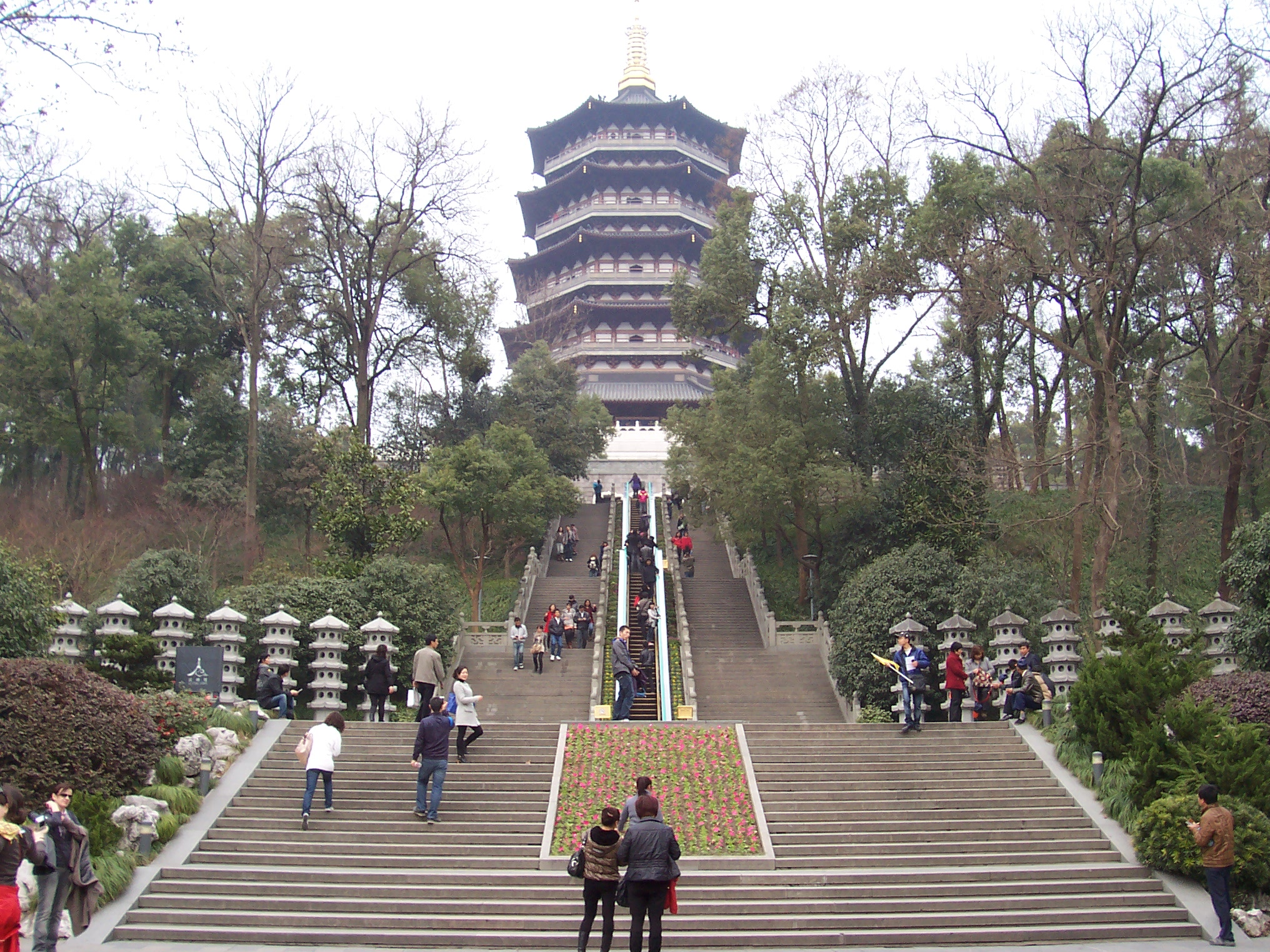
Đường lên tháp Lôi Phong